# 南印度支那上游地区
南印度支那上游地区（越南语：／），又称南印度支那高地地区（法語：Pays Montagnard du Sud Indochinois，缩写为PMSI），是法屬印度支那政府1946年在今越南西原高原上建立的一個自治政權。1950年，併入保大帝主導建立的皇朝疆土。

## 歷史
第二次世界大戰結束後，越南掀起了追求民族獨立和國家統一的浪潮。為了對抗越南統一的呼聲，法屬印度支那高級專員乔治·蒂埃里（Georges Thierry）對越南各地採取了“分而治之”的策略。他先後策劃成立南圻自治共和國和南印度支那上游地區兩個自治政權。1946年5月27日，南印度支那上游地區政府正式成立。該政權由法屬印度支那聯邦政府直接管轄，下轄崑嵩省、波來古省、多樂省、林園省和同狔上省五個省份，首府設在林園省省蒞大叻市。1948年，首府遷往多樂省省蒞邦美蜀市。
1949年3月8日，保大和法國總統樊尚·奥里奥尔在巴黎簽署協定。法國政府不再阻礙越南統一，而保大領導的新越南政府將保障法國在西原高原的特殊利益。5月30日，南印度支那上游地區政府自行解散，西原5省併入越南國。
1950年4月15日，越南國國長保大帝簽署第6號諭旨，成立皇朝疆土，南印度支那上游地區5省成為皇朝疆土的直轄領地。